# Der Ermittler
Der Ermittler (Anchetatorul) este un serial TV de film polițist german. El este o producție a studiourilor, posturilor ZDF și SF.

## Acțiune
Acțiunea filmului are loc de regulă în metropola hanseatică Hamburg. Anchetatorii sunt comisarul șef Paul Zorn, colega sa Eva Klaussner și șeful lor Henning Peters. Din anul 2004 de echipa anchetatorilor aparține și dr. Nina Jaege și detectivul criminalist Tim Rasch. Autorii unor episoade ale serialului au fost printre alții Eva și Volker A. Zahn, Johannes Dräxler, Remy Eyssen, Eva și Horst Kummeth.

## Distribuție
- Oliver Stokowski : comisar șef Paul Zorn
- Joanna Gläsel : comisar șef Eva Klaussner
- Nele Rosetz : medic legist Dr. Nina Jaeger
- Patrick Rapold : ajutor de comisar Tim Rasch
- Rainer Luxem : șef Henning Peters
- Carina Wiese : Carola Zorn
- Charlotte Bellmann : Hanna Zorn